# سوراتا
سوراتا هي مدينة، في بوليفيا، تقع في Sorata Municipality ‏، هي عاصمة Larecaja Province ‏، بلغ عدد سكانها 2,217 نسمة وذلك حسب إحصائيات سنة 2001.